# Geely HQ
Geely Haoqing (кит. 豪情) — субкомпактный автомобиль, выпускавшийся компанией Geely Automobile с 1998 по 2007 год.

## Описание
Автомобиль Geely HQ являлся первой моделью компании, дебютировавшей в феврале 1998 года в кузове хетчбэк. Изначально автомобиль оснащался трёхцилиндровыми двигателями внутреннего сгорания Daihatsu объёмом 993 см3 или же четырёхцилиндровыми двигателями Toyota A объёмом 1342 см3, мощностью 52—86 л. с. Оригинальное название — Geely Liangjing. Универсалы выпускались под индексами Geely Pride HQ7130B1U (2002—2007) и Geely Pride S-RV (2002—2005). Производство завершилось в 2007 году.

## В России
Автомобиль Geely HQ продавался в России с 2007 года под индексом HS (HQ SRV). Конкурентами являлись ВАЗ-2113, Ока, Chery Kimo, Daewoo Matiz, ВАЗ-2105, Geely MR, Maruti 800, Chery QQ и Tata Nano.

## Галерея

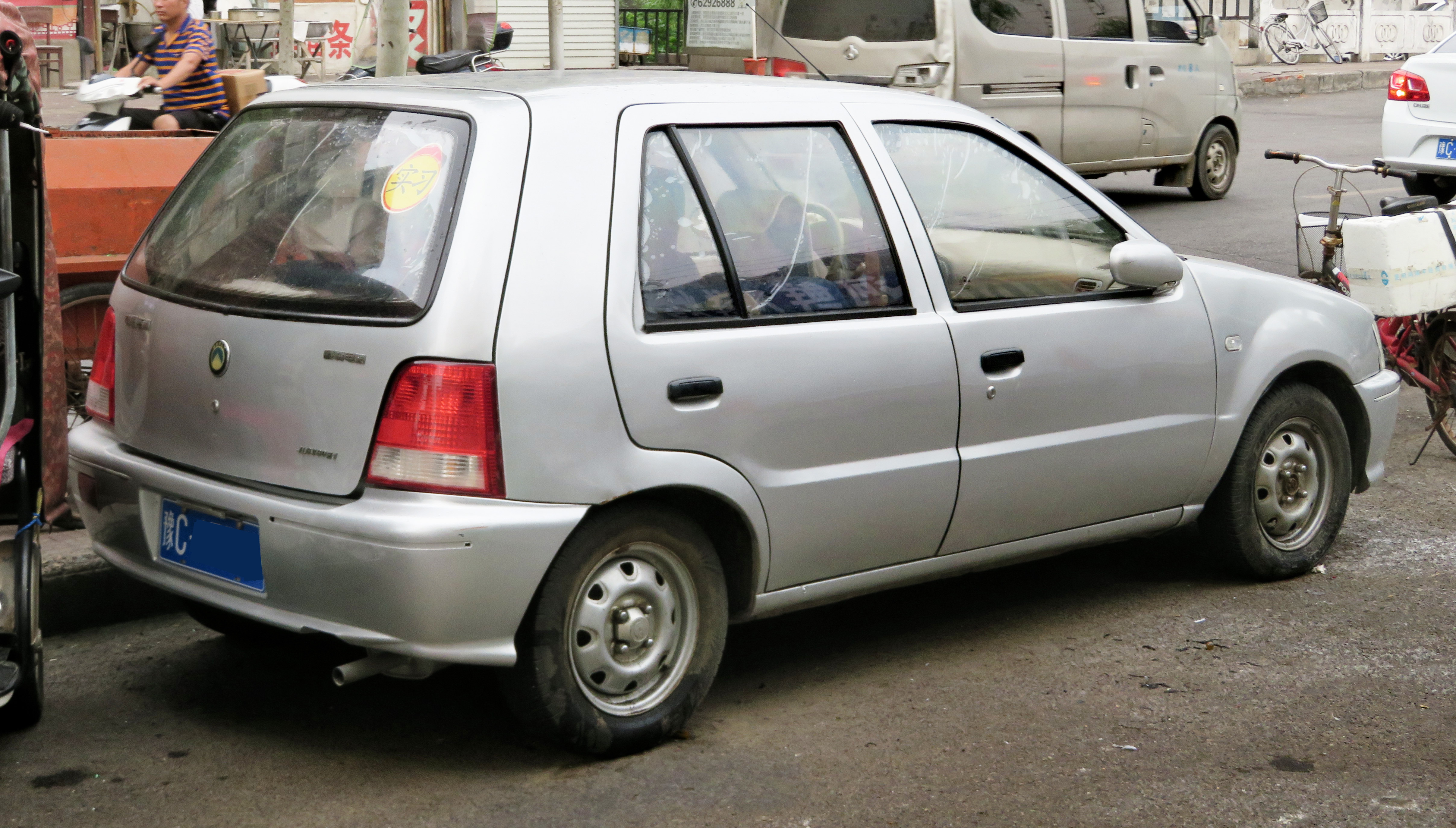
Вид сзади
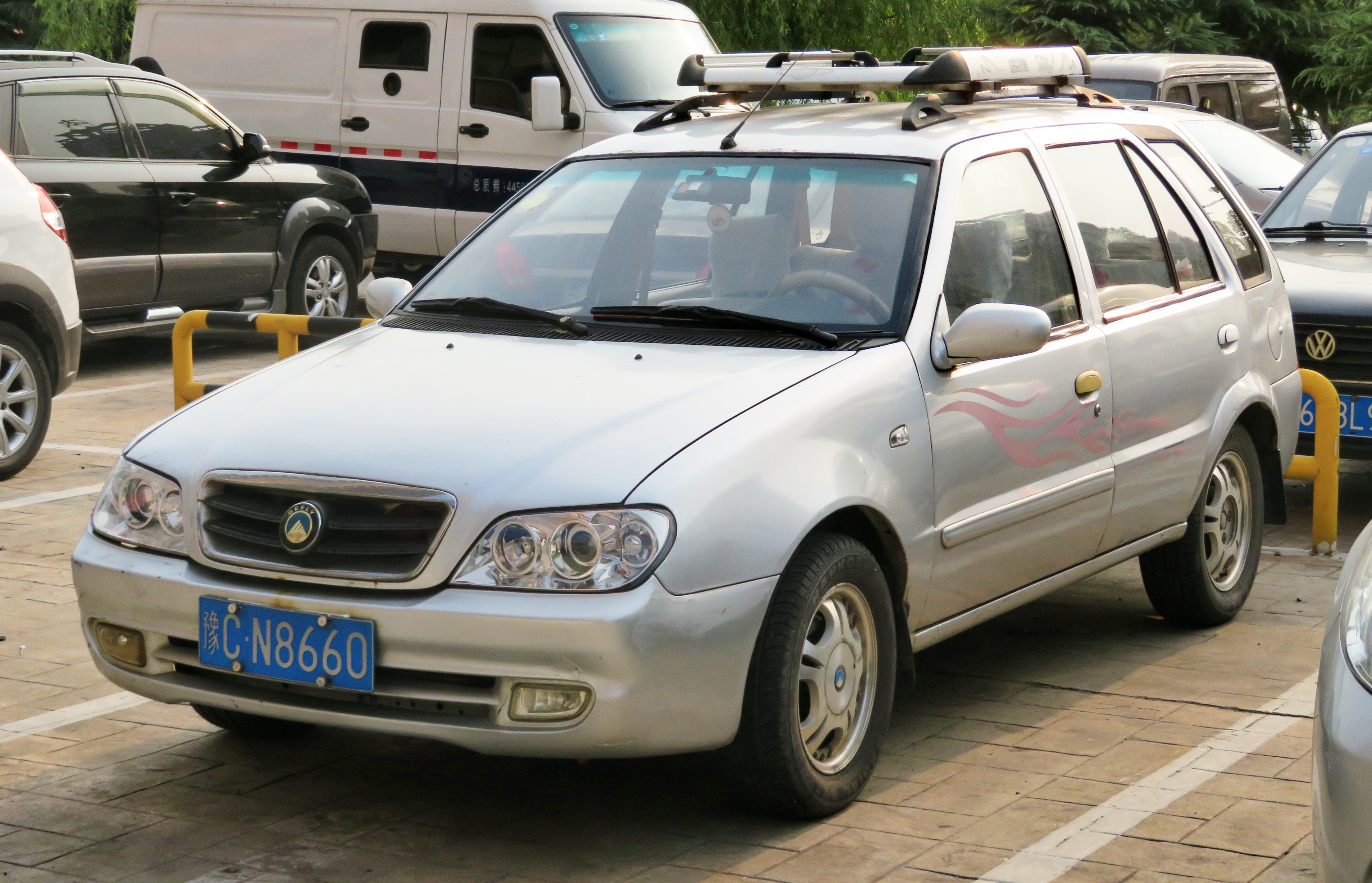
Вид спереди